# Sumbertangkil
Sumbertangkil is een bestuurslaag in het regentschap Malang van de provincie Oost-Java, Indonesië. Sumbertangkil telt 5742 inwoners (volkstelling 2010).